# 18 Tracks
18 Tracks är ett musikalbum av Bruce Springsteen utgivet av skivbolaget Columbia Records den 13 april 1999. Låtarna är inspelade under cirka 25 års tid och består främst av låtar som inte fick plats på de vanliga albumen. 
15 av de 18 låtarna fanns även med på låtsamlingen Tracks, som släpptes ett halvår tidigare. De tre tidigare outgivna låtarna är  "Trouble River", "The Fever" och "The Promise". Många fans upprördes över att det släpptes en skiva med bara tre nya låtar på, och såg det som att försök av skivbolagen att mjölka ur pengar. 

## Låtlista
Samtliga låtar skrivna av Bruce Springsteen.
1. "Growin' Up" - 2:38
2. "Seaside Bar Song" - 3:33
3. "Rendezvous" - 2:48
4. "Hearts of Stone" - 4:29
5. "Where the Bands Are" - 3:43
6. "Loose Ends" - 4:00
7. "I Wanna Be with You" - 3:21
8. "Born in the U.S.A" - 3:10
9. "My Love Will Not Let You Down" - 4:24
10. "Lion's Den" - 2:18
11. "Pink Cadillac" - 3:33
12. "Janey, Don't You Lose Heart" - 3:24
13. "Sad Eyes" - 3:47
14. "Part Man, Part Monkey" - 4:28
15. "Trouble River" - 4:18
16. "Brothers Under the Bridge" - 4:55
17. "The Fever" - 7:35
18. "The Promise" - 4:48